# Cyclodium
Cyclodium es un género de helechos perteneciente a la familia  Dryopteridaceae. Contiene 18 especies descritas y de estas, solo 9 aceptadas. Se distribuyen por el neotrópico.

## Descripción
Son plantas de hábito terrestre (Mesoamérica) o hemiepífito; hojas monomorfas a algo dimorfas; lámina pinnada a 2-pinnado-pinnatífida, anádroma, cartácea a coriácea, el ápice pinnatífido similar en forma a las pinnas laterales; segmentos más largos en el lado acroscópico de las pinnas; raquis y costas sulcados adaxialmente, los surcos más o menos confluentes de un eje al siguiente, pelosos por dentro, los tricomas 0.05-0.3 mm, obtusos; costas abaxialmente con tricomas uniseriados, rojizos o parduscos, adpresos; nervaduras libres (Mesoamérica) o anastomosadas; indusio redondeado, peltado o (Mesoamérica) unido a un seno estrecho, caduco antes de la madurez del esporangio; tiene un número de cromosomas de x=41.

## Taxonomía
El género fue descrito por Karel Presl  y publicado en Tentamen Pteridographiae 85, pl. 2, f. 20–21. 1836.  La especie tipo es: Cyclodium meniscioides (Willd.) C. Presl	

## Especies
- Cyclodium akawaiorum A.R. Sm.
- Cyclodium calophyllum (C.V. Morton) A.R. Sm.
- Cyclodium guianense (Klotzsch) van der Werff ex L.D. Gómez
- Cyclodium heterodon (Schrad.) T. Moore
- Cyclodium inerme (Fée) A.R. Sm.
- Cyclodium meniscioides (Willd.) C. Presl
- Cyclodium seemannii (Hook.) A.R. Sm.
- Cyclodium trianae (Mett.) A.R. Sm.
- Cyclodium varians (Fée) A.R. Sm.